# Гюран
Гюра́н (фр. и окс. Guran) — коммуна во Франции, находится в регионе Юг — Пиренеи. Департамент — Верхняя Гаронна. Входит в состав кантона Сен-Беа. Округ коммуны — Сен-Годенс.
Код INSEE коммуны — 31235.

## География
Коммуна расположена приблизительно в 680 км к югу от Парижа, в 105 км к юго-западу от Тулузы.
На востоке коммуны протекает река Пик. Большую часть территории коммуны занимают леса.

## Климат
Климат умеренно-океанический. Зима мягкая и снежная, весна характеризуется сильными дождями и грозами, лето сухое и жаркое, осень солнечная. Преобладают сильные юго-восточные и северо-западные ветры.

## Население
Население коммуны на 2010 год составляло 50 человек.
| 1962 | 1968 | 1975 | 1982 | 1990 | 1999 | 2010 |
| ---- | ---- | ---- | ---- | ---- | ---- | ---- |
| 81   | 65   | 56   | 41   | 30   | 44   | 50   |

## Администрация
| Период | Период | Фамилия     | Партия | Примечания |
| ------ | ------ | ----------- | ------ | ---------- |
| 2001   | 2008   | Жорж Травер |        |            |
| 2008   | 2020   | Бернар Мора |        |            |

## Экономика
В 2010 году среди 32 человек трудоспособного возраста (15—64 лет) 17 были экономически активными, 15 — неактивными (показатель активности — 53,1 %, в 1999 году было 69,0 %). Из 17 активных жителей работали 14 человек (9 мужчин и 5 женщин), безработных было 3 (1 мужчина и 2 женщины). Среди 15 неактивных 0 человек были учениками или студентами, 10 — пенсионерами, 5 были неактивными по другим причинам.

## Достопримечательности
- Церковь Св. Архангела Михаила
- Замок Гюран (XVII век). Исторический памятник с 1977 года[4]

## Фотогалерея

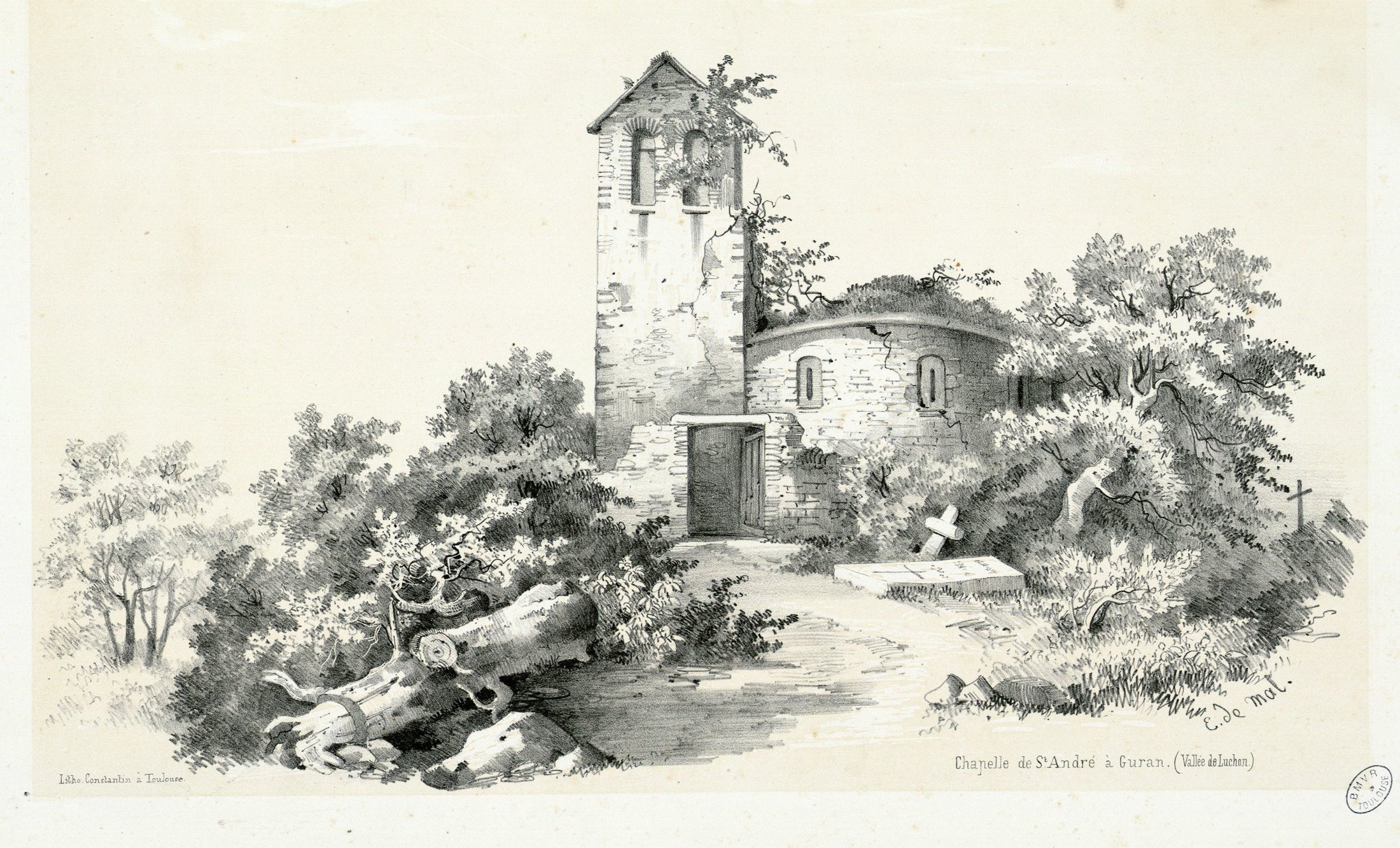
Часовня Св. Андрея (литография, 1840-е годы, Eugène de Malbos)
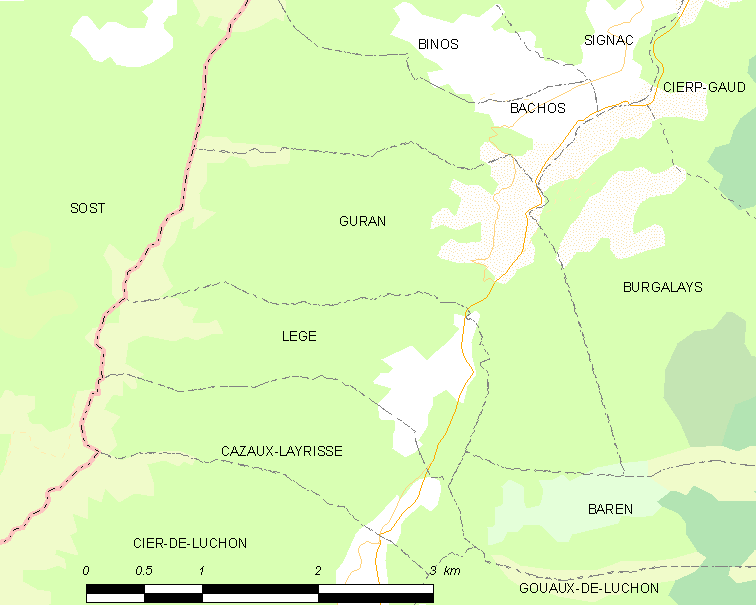
Карта коммуны